# Gromada Bieruń Nowy
Gromada Bieruń Nowy war eine Verwaltungseinheit in der Volksrepublik Polen zwischen 1954 und 1972. Verwaltet wurde die Gromada vom Gromadzka Rada Narodowa, dessen Sitz sich in Bieruń Nowy befand und aus 24 Mitgliedern bestand.

Die Gromada Bieruń Nowy gehörte zum Powiat Pszczyński in der Woiwodschaft Katowice (damals Stalinogród) und bestand aus den ehemaligen Gromadas Bieruń Nowy, Bijasowice (ohne die Siedlung Kolonie Jajosty), Czarnuchowice und Ściernie der aufgelösten Gmina Bieruń Nowy, sowie der Siedlung Kolonie Leśna aus der Gromada Kopciowice von der aufgelösten Gmina Chełm. Die Gromada Bieruń Nowy wurde zum 13. November 1954 (rückwirkend zum 1. Oktober 1954) Teil des neugeschaffenen Powiat Tyski.
Zum 1. Juli 1963 kamen die Flurstücke 296/2, 413/1 und 414/1 aus dem Kataster Kopciowice der Gromada Chełm zur Gromada Bieruń Nowy. In den 1970er Jahren wurde die Gromada unter dem Namen Nowy Bieruń geführt.
Die Gromada Bieruń Nowy wurde Ende 1972 aufgelöst und wurde Teil der Gmina Bieruń Stary, zum 27. Mai 1975 wurde diese Teil von Tychy, am 2. April 1991 wurde Bieruń wieder selbstständig und seit 2002 Teil des Powiat Bieruńsko-Lędziński.